# Hi Hi Puffy AmiYumi: The Genie and the Amp
Hi Hi Puffy AmiYumi: The Genie and the Amp – komputerowa gra zręcznościowa na podstawie serialu animowanego Hi Hi Puffy AmiYumi, wyprodukowana przez studio D3 Publisher i wydana przez Cartoon Network w 2006 roku, w wersji na konsolę Nintendo DS. Bohaterkami gry są postacie z serialu, Ami i Yumi, które niszczą przeciwników swoimi instrumentami. Akcja jest prezentowana na górnym ekranie konsoli, a kontrola bohaterek odbywa się poprzez ekran dotykowy. Gra może się odbyć w trybie jednoosobowym lub dwuosobowym trybie kooperacji.